# Clasamentul pe medalii la Jocurile Olimpice de iarnă din 2014

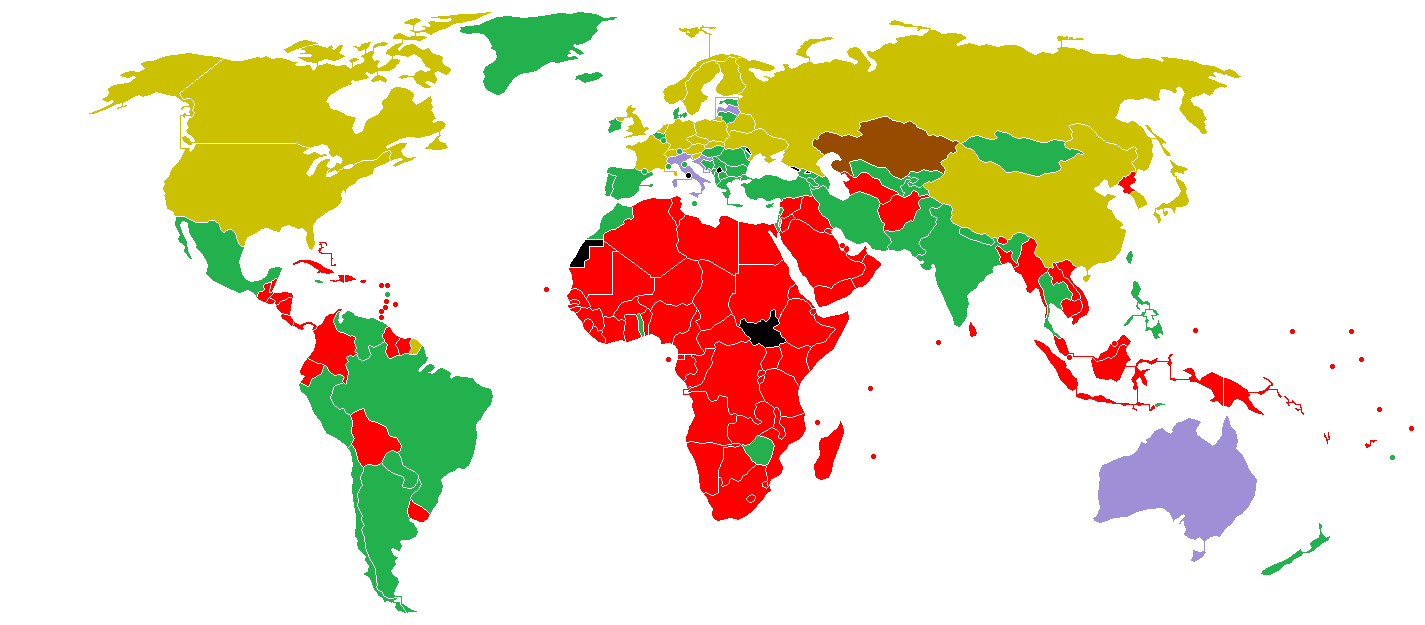
Harta lumii prezentând palmaresul pe medalii al fiecărei țări în cadrul Jocurilor Olimpice de iarnă din 2014.
Legenda:
Auriu reprezintă țările care au câștigat cel puțin o medalie de aur.
Argintiu reprezintă țările care au câștigat cel puțin o medalie de argint.
Bronz reprezintă țările care au câștigat cel puțin o medalie de bronz.
Verde reprezintă țările care nu au câștigat nici o medalie.
Roșu reprezintă țările care nu au participat la olimpiada de iarndă din 2014.

Clasamentul pe medalii la Jocurile Olimpice de iarnă din 2014 este o listă a Comitetelor Olimpice Naționale (CON-uri) aranjate după numărul de medalii olimpice obținute la Jocurile Olimpice de iarnă din 2014 de la Soci, Rusia care s-au desfășurat în perioada 7-23 februarie 2014. Aproximativ 2.800 de sportivi reprezentând 88 de CON-uri au participat în 98 de probe sportive în cadrul a 15 sporturi. Au fost adăugate 12 noi probe sportive la această ediție, fiind ediția cu cele mai multe până acum. Slovenia a câștigat prima medalie de aur din istoria sa olimpică, printr-o egalitate istorică la proba de coborâre feminină la schi alpin.

## Clasamentul pe medalii
Clasamentul pe medalii este bazat pe informațiile provenite de la Comitetul Olimpic Internațional (IOC) și respectă prevederile convenției IOC. Așadar, primele țări sunt luate în ordinea numărului de medalii de aur. Apoi, sunt luate în considerare medaliile de argint, iar mai apoi cele de bronz. Dacă scorul este egal, țările sunt ordonate alfabetic.
Două medalii de aur au fost acordate, una Sloveniei iar alta Elveției pentru o egalitate în premieră la competiția de coborâre feminină la schi alpin, prima de acest fel. Nu a fost acordată nicio medalie de argint. La proba de Super-G feminin de la schi alpin au fost acordate două medalii de bronz pentru o egalitate dintre Canada și Statele Unite ale Americii.

### Clasament final
Legendă
  *   Țara gazdă (Rusia)
| Loc                | NOC                              | Aur | Argint | Bronz | Total |
| ------------------ | -------------------------------- | --- | ------ | ----- | ----- |
| 1                  | Rusia (RUS)                      | 11  | 9      | 9     | 29    |
| 2                  | Norvegia (NOR)                   | 11  | 5      | 10    | 26    |
| 3                  | Canada (CAN)                     | 10  | 10     | 5     | 25    |
| 4                  | Statele Unite ale Americii (USA) | 9   | 7      | 12    | 28    |
| 5                  | Olanda (NED)                     | 8   | 7      | 9     | 24    |
| 6                  | Germania (GER)                   | 8   | 6      | 5     | 19    |
| 7                  | Elveția (SUI)                    | 6   | 3      | 2     | 11    |
| 8                  | Belarus (BLR)                    | 5   | 0      | 1     | 6     |
| 9                  | Austria (AUT)                    | 4   | 8      | 5     | 17    |
| 10                 | Franța (FRA)                     | 4   | 4      | 7     | 15    |
| 11                 | Polonia (POL)                    | 4   | 1      | 1     | 6     |
| 12                 | China (CHN)                      | 3   | 4      | 2     | 9     |
| 13                 | Coreea de Sud (KOR)              | 3   | 3      | 2     | 8     |
| 14                 | Suedia (SWE)                     | 2   | 7      | 6     | 15    |
| 15                 | Cehia (CZE)                      | 2   | 4      | 2     | 8     |
| 16                 | Slovenia (SLO)                   | 2   | 2      | 4     | 8     |
| 17                 | Japonia (JPN)                    | 1   | 4      | 3     | 8     |
| 18                 | Finlanda (FIN)                   | 1   | 3      | 1     | 5     |
| 19                 | Marea Britanie (GBR)             | 1   | 1      | 2     | 4     |
| 20                 | Ucraina (UKR)                    | 1   | 0      | 1     | 2     |
| 21                 | Slovacia (SVK)                   | 1   | 0      | 0     | 1     |
| 22                 | Italia (ITA)                     | 0   | 2      | 6     | 8     |
| 23                 | Letonia (LAT)                    | 0   | 2      | 2     | 4     |
| 24                 | Australia (AUS)                  | 0   | 2      | 1     | 3     |
| 25                 | Croația (CRO)                    | 0   | 1      | 0     | 1     |
| 26                 | Kazahstan (KAZ)                  | 0   | 0      | 1     | 1     |
| Total (26 CON-uri) | Total (26 CON-uri)               | 99  | 97     | 99    | 295   |